# 乳搾り女

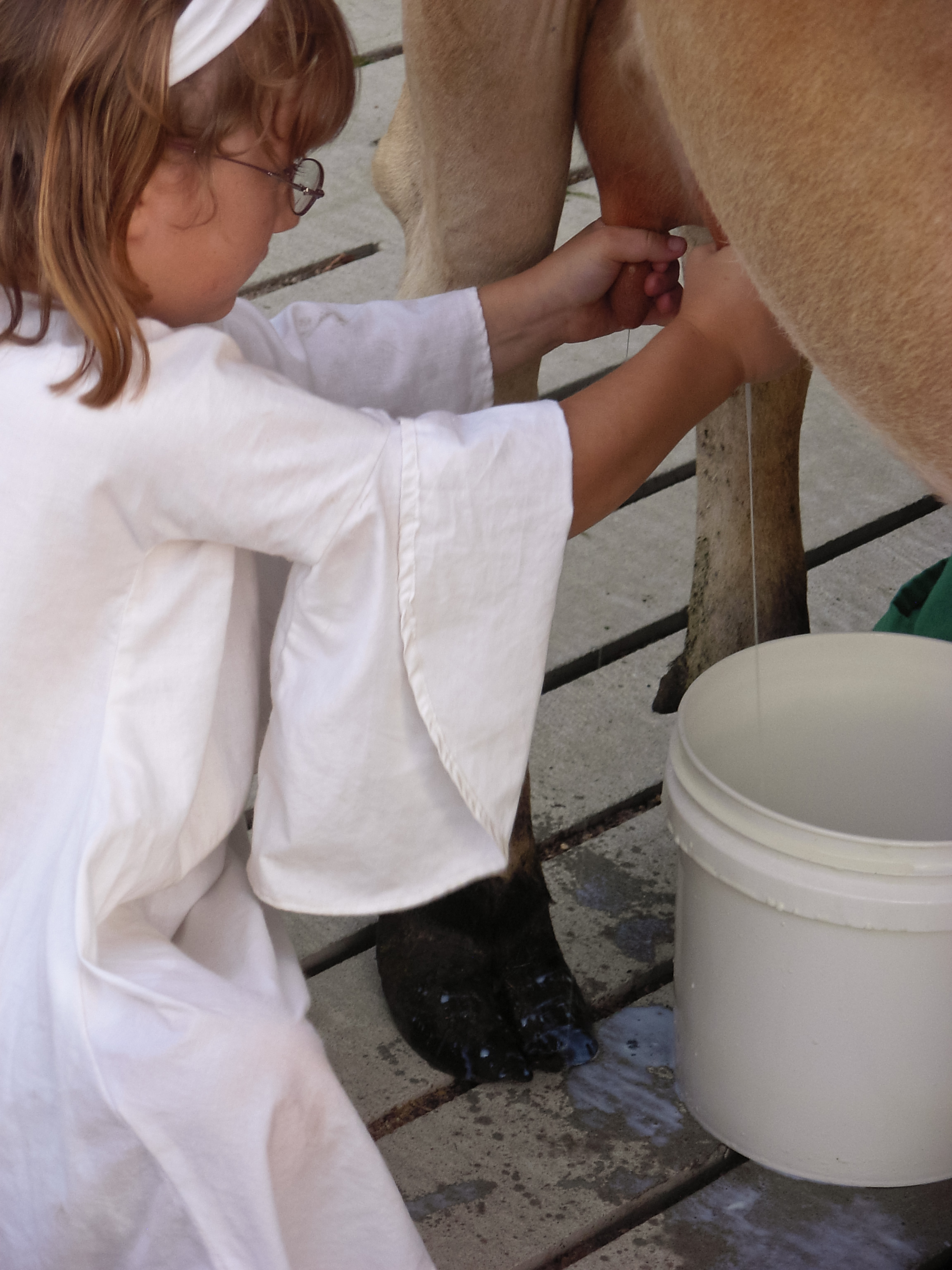
乳搾り女

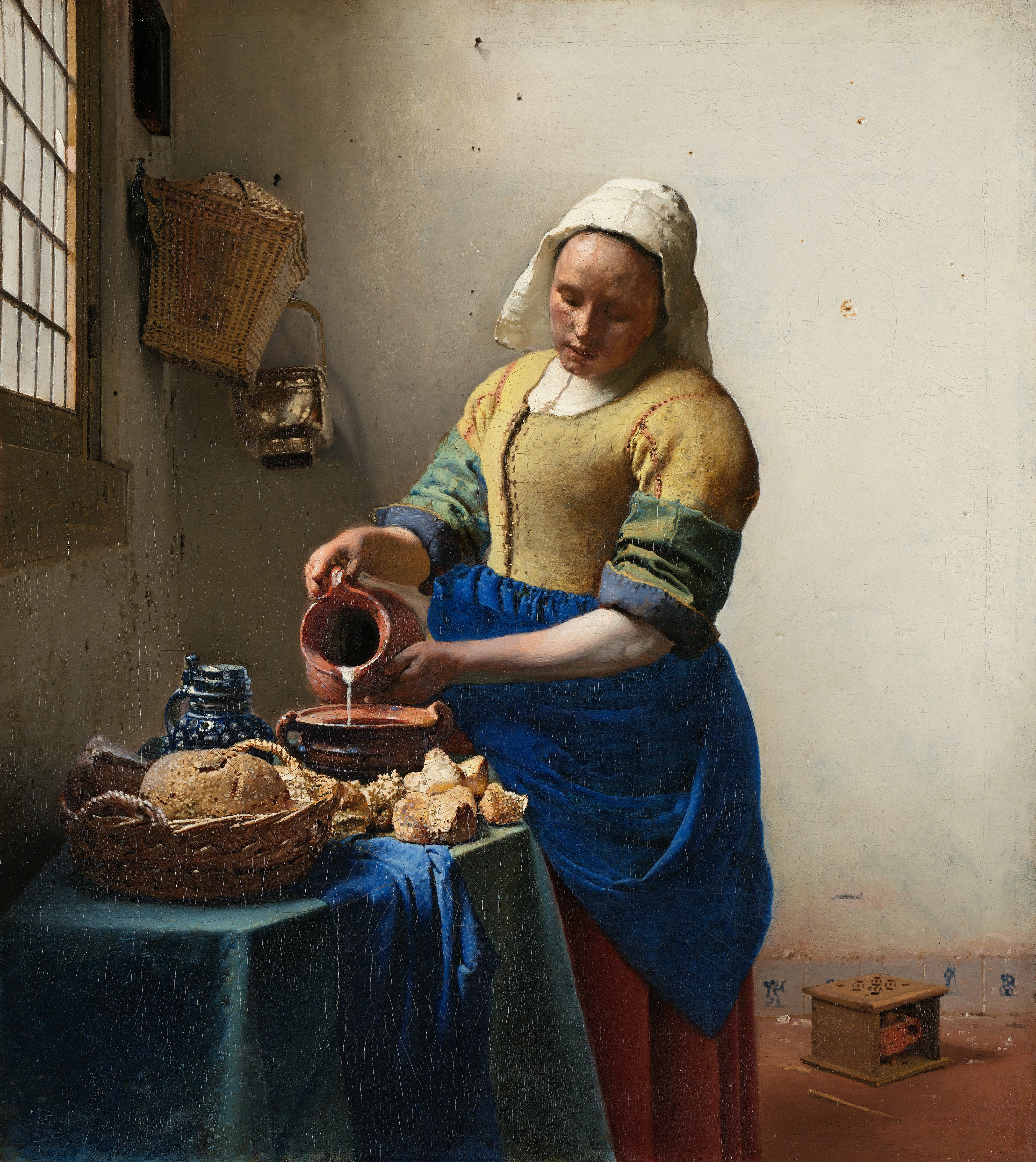
ヨハネス・フェルメール『ミルクメイド』（牛乳を注ぐ女）

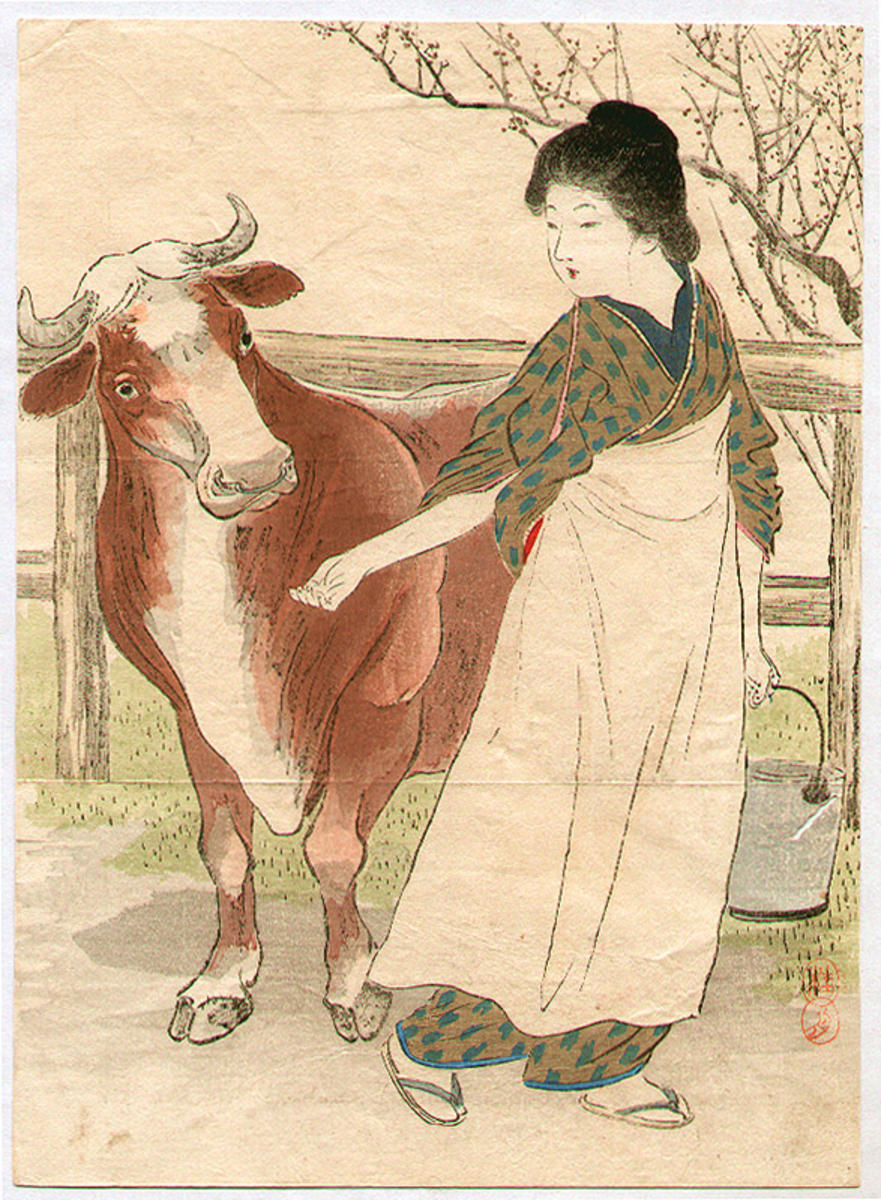
日本の乳搾り女。武内桂舟画。1913年

乳搾り女（ちちしぼりおんな、ミルクメイド）は、近代以前のヨーロッパで乳牛から乳を搾るために雇われていた少女もしくは女性の家事使用人の事である。彼女らは牛乳を搾ると同時に、牛乳を使ってクリーム、バター、チーズなどといった乳製品を作った。かつての大邸宅の多くでは、他のいろんな仕事をしている召使いに乳しぼりをさせるのではなく、専業の乳搾り女を雇っていた。「ミルクメイド」と言っても「ミルクマン（牛乳配達員）の女性版」という意味ではなく、仕事の内容はどちらかと言うと「カウマン（牛飼い）」に近いものである。

## 「乳搾り女のようなすべすべした肌」という表現
「乳搾り女のようなすべすべした肌」という表現は、人間の肌が並外れてすべすべな様を意味する。
この用語は、乳搾り女が牛痘に感染した結果、天然痘に感染したり症状が出たりすることもなく（天然痘に感染すると、肌に醜い瘢痕が残る）、天然痘の免疫を移すことに由来した物である。それ故、天然痘から生き残った人が通常出る瘢痕（あばた）も出ない。この発見は、エドワード・ジェンナーによる最初のワクチンの発明に繋がった。

## 文化面での関連
- ダン・カウ（英語版）と、リンデスファーン修道院の僧侶達の紹介を受けた乳搾り女は、西暦995年に聖カスバート（英語版）の胴体の一部を、現在のダラム近郊の街に運んだ伝説が残っている。
- トーマス・ハーディの小説『ダーバヴィル家のテス』に登場する女性の主人公は、乳搾り女を職業としていた。
- ヨハネス・フェルメールの有名な絵画作品に『ミルクメイド』（邦題は『牛乳を注ぐ女』、1658年～1660年頃）がある。また、彼と同年代のオランダの画家であるアルベルト・カイプにも『Landscape with Maid Milking a Cow』（1655年頃）と名付けられた作品がある[2]。
- カリフォルニア州原生でミルクメイドと呼ばれる花があり、乳搾り女が仕事の時に着用する帽子に似ていることから名付けられた。
- キッド・ハープーン（英語版）の2007年の曲に「ミルクメイド」と題名が付く物がある。この曲のプロモーションビデオには、イギリスの女優・ジュノー・テンプルが出演した。
- 『クリスマスの12日間』という歌では8日目（1月1日。日本では元日になる）の節で歌われるため、1月1日は「ミルクメイドの日」として西洋では祝われる。
- フィリピンの食品会社、アラスカ・ミルク・コーポレーションの製品に「ミルクメイド」とブランド名が付く物がある。